# Metro cúbico

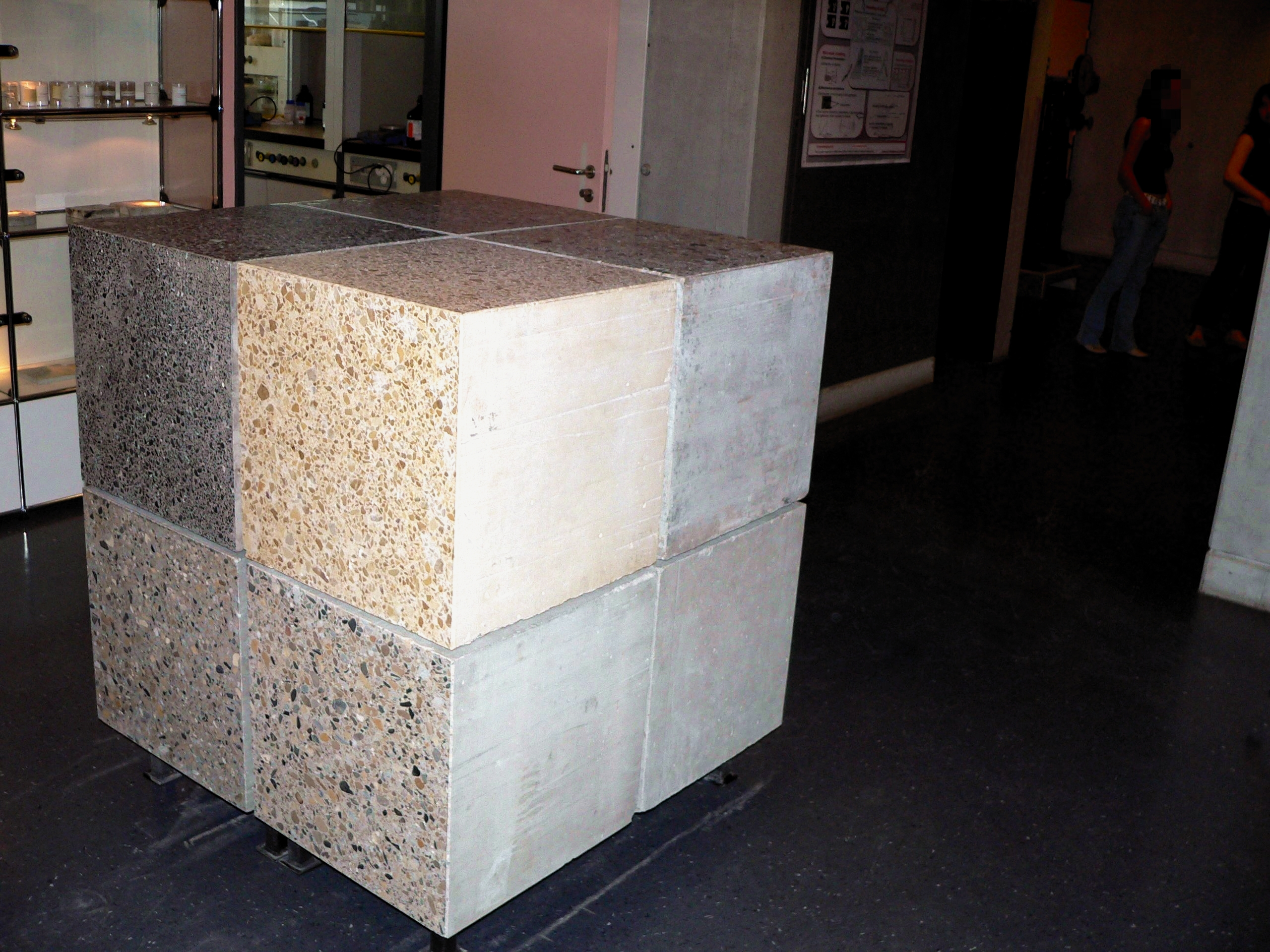
Un metro cúbico de hormigón (representando la producción anual por persona).

El metro cúbico (símbolo: m³) es una unidad de volumen. Se corresponde con el volumen de un cubo de un metro de arista. Es la unidad coherente del Sistema Internacional de Unidades para el volumen. Equivale a un kilolitro (1000 litros).
Se emplea en la medición del caudal de los ríos como la unidad derivada metros cúbicos por segundo (m³/s).

## Símbolo y abreviaturas
Su símbolo es exclusivamente m³. Al ser un símbolo no admite punto, mayúscula ni plural. Se debe usar el nombre completo metro cúbico o el símbolo ya mencionado. Ocasionalmente se abrevia de un modo incorrecto como “m3”, “M3”, “m^3”, o “CBM” cuando no es posible usar superíndices ni lenguaje de marcado (por ejemplo, en algunos documentos mecanografiados o en grupos de noticias Usenet, o en sectores Logística).

## Equivalencias
- 1 000 000 000 mm³
- 1 000 000 cm³
- 1000 dm³
- 0,001 dam³
- 0,000 001 hm³
- 0,000 000 001 km³

## Múltiplos y submúltiplos del metro cúbico
Múltiplos
- Decámetro cúbico
- Hectómetro cúbico
- Kilómetro cúbico

Submúltiplos
- Decímetro cúbico
- Centímetro cúbico
- Milímetro cúbico